# Паулет, Джон, 2-й маркиз Уинчестер
Джон Паулет, 2-й маркиз Уинчестер (англ. John Paulet, 2nd Marquess of Winchester; ок. 1510 — 4 ноября 1576) — английский дворянин и государственный деятель. Он именовался достопочтенным Джоном Паулетом в 1539—1550 годах, лордом Сент-Джоном в 1550—1551 годах и графом Уилтширом в 1551—1555 годах.

## Биография
Родился около 1510 года. Старший сын Уильяма Паулета, 1-го маркиза Уинчестера (1483/1485 — 1572), и Элизабет Капель, дочери сэра Уильяма Капеля, лорда-мэра Лондона, и Маргарет Арундел.

## Карьера
Джон Паулет был посвящен Генрихом VIII в рыцари в Булони 30 сентября 1544 года. После смерти Эдуарда VI он был (вместе со своим отцом) одним из подписантов соглашения о короне для леди Джейн Грей от 16 июня 1553 года, хотя позже он принес присягу на верность Марии Тюдор. С 1550 по 1572 год он носил титул лорда Сент-Джона. Он был вызван в парламент 3 октября 1554 года в одном из баронств своего отца в качестве лорда Сент-Джона. Он был одним из пэров на суде над герцогом Норфолком 16 января 1572 года. Он сменил своего отца на посту маркиза Уинчестера 10 марта 1572 года.
Должности, которые он занимал во время своей карьеры, включали:
- Главный шериф Хэмпшира 1533—1534
- Главный шериф Сомерсета и Дорсета 1543—1544
- Управляющий Кэнфордского замка 1549/1550
- Констебль замка Корф 1549/1550
- Лорд-лейтенант Дорсета 1557
- Губернатор острова Уайт 1558
- Хранитель замка Святого Андрея, Хэмбл, 1572—1576

## Браки и дети
Джон Паулет был женат три раза. Его первой женой к 20 октября 1528 года стала Элизабет Уиллоуби, дочь Роберта Уиллоуби, 2-го барона Уиллоуби де Брока, от его второй жены Дороти, дочери Томаса Грея, 1-го маркиза Дорсета. У супругов было четверо сыновей и две дочери:
- Уильям Паулет, 3-й маркиз Уинчестер (ок. 1532 — 24 ноября 1598)[9]
- Джордж Паулет
- Ричард Паулет
- Томас Паулет
- Элизабет Паулет (ок. 1533 — 4 ноября 1576), замужем, во-первых, за сэром Уильямом Кортни из Паудерема (ок. 1529—1557), а во-вторых, за сэром Генри Угтредом (ок. 1533—1599)
- Мэри Паулет (умерла 10 октября 1592 года), вышла замуж за Генри Кромвеля, 2-го барона Кромвеля.

Между 10 марта и 24 апреля 1554 года Джон Паулет вторым браком женился на Элизабет Сеймур (ок. 1518 — 19 марта 1568), дочери сэра Джона Сеймура и Маргарет Уэнтворт, вдове Грегори Кромвеля, 1-го барона Кромвеля.
До 30 сентября 1568 года он третьим браком женился на Уинифред Саквилл (? — 1586), вдове сэра Ричарда Саквилла (ок. 1507—1566), и дочери Джона Бриджеса, лорда-мэра Лондона.
Он сменил своего отца на посту маркиза Уинчестера в 1572 году.

## Смерть
Джон Паулет скончался в Челси 4 ноября 1576 года и был похоронен в церкви Святой Марии, Бейзинг, Хэмпшир. Его вдова Уинифред умерла в Челси в 1586 году и была похоронена в Вестминстерском аббатстве.